# Article 19
Article 19 (с англ. — «Статья 19») — британская правозащитная организация, которая направлена на защиту и содействие свободе выражения мнений и свободе информации во всем мире и основанная в 1987 году Организация получила свое название в честь 19 статьи Всеобщей декларации прав человека, которая гласит:

Каждый человек имеет право на свободу убеждений и на свободное выражение их; это право включает свободу беспрепятственно придерживаться своих убеждений и свободу искать, получать и распространять информацию и идеи любыми средствами и независимо от государственных границ.— Статья 19 Всеобщей декларации прав человека

## Деятельность
Article 19 отслеживает угрозы свободе выражения во всем мире, лоббирует правительства принимать законы, которые соответствуют международным стандартам свободы выражения мнений, и разрабатывает правовые стандарты, которые укрепляют средства массовой информации, общественное телерадиовещание, свободу слова и доступ к государственной информации.
Законодательная программа также производит правовой анализ и критику национальных законов, в том числе законов о СМИ. Кроме того, Article 19 вмешивается в дела отдельных лиц или групп, чьи права были нарушены и оказывает поддержку в наращивании потенциала неправительственным организациям, судьям и адвокатам, журналистам, владельцам средств массовой информации, адвокатам средств массовой информации, государственным должностным лицам и парламентариям.
Работа по Article 19 организована в виде пяти региональных программ: Африка, Азия, Европа, Латинская Америка, Ближний Восток — Законодательная программа и Цифровая программа.
Данная организация имеет более 100 сотрудников и региональных отделений в Бангладеш, Бразилии, Кении, Мексике, Мьянме, Сенегале и Тунисе.
Article 19 работает в партнерстве с почти 100 организациями в более чем 60 странах мира.

## Местоположение
В июне 2009 года Article 19 переехала на Фаррингдон-роуд в Лондоне, чтобы стать частью Центра свободы слова (англ.), пропагандирующего литературу, грамотность и свободу слова.

## Коалиции
Article 19 является одним из основателей Международной ассоциации по защите свободы слова (IFEX), центра обмена информацией для глобальной сети неправительственных организаций, которые следят за нарушениями свободы выражения мнений во всем мире. Она также является членом коалиции Тунисской группы мониторинга, состоящей из 21 организации свободного выражения мнений, которая лоббировала тунисское правительство в целях улучшения положения в области прав человека.
Article 19 является координатором Международная партнерская группа НПО по Азербайджану (IPGA) — коалиции международных организаций, работающих над поощрением и защитой свободы выражения мнений в Азербайджане.
Article 19 является одним из основателей сети защитников свободы информации (FOIA) — глобального форума, целью которого является поддержка кампаний, информационно-пропагандистской деятельности и сбора средств для обеспечения доступа к информации посредством обмена информацией, идеями и стратегиями. Сеть FOIA также направлена на содействие формированию региональных или международных коалиций для решения вопросов доступа к информации.

## Описание
Статья 19 1. Каждый имеет право беспрепятственно придерживаться своего мнения. 2. Каждый человек имеет право на свободное выражение своего мнения; это право включает свободу искать, получать и распространять информацию и идеи любого рода, независимо от государственных границ, устно, письменно или печатно, в форме искусства или с помощью любых других средств по своему выбору. 3. Осуществление прав, предусмотренных пунктом 2 настоящей статьи, влечет за собой особые обязанности и ответственность. Поэтому она может подлежать определенным ограничениям, но они должны быть только такими, которые предусмотрены законом и необходимы: (а) для уважения прав или репутации других лиц; (Б) для защиты национальной безопасности или общественного порядка, или общественного здоровья или нравственности

### Финансирование
Article 19 указывает следующих спонсоров на своем веб-сайте:
- Шведское управление международного сотрудничества в области развития (SIDA)
- Министерство международного развития Великобритании (DFID)
- Фонд Билла и Мелинды Гейтс
- Фонд Форда
- Fritt Ord (англ.)
- Фонды «Открытое Общество»
- The William and Flora Hewlett Foundation (англ.)

### Годовые отчеты
2014 Annual Report
2015 Annual Report
2016 Annual Report

### Лидеры
Незадолго до своей смерти в 1984 году Дж. Родерик Макартур (англ.) разработал концепцию Article 19 как глобальной правозащитной организации, которая будет заниматься вопросами цензуры. Его сын, Грег Макартур, директор Фонда Дж. Родерика Макартура, предпринял первые шаги для создания организации, вдохновленной статьей Всеобщей декларации прав человека []. При помощи Арье Нейера — адвоката и лидера по правам человека, который ранее был исполнительным директором Американского союза гражданских свобод (1970—1978) до основания Human Rights Watch в 1978 году, — Мартин Энналс (англ.) был назначен для реализации этой идеи. Энналс воспользовался опытом ЮНЕСКО, Национальным советом по гражданским свободам (NCCL), лауреатом Нобелевской премии Amnesty International и основал организацию Article 19 в 1986 году с бюджетом около 1 500 000 долларов и штатом в восемь человек со своим первым исполнительным директором Кевином Бойлом (англ.).
| Генеральные директоры Article 19 | Генеральные директоры Article 19 |
| -------------------------------- | -------------------------------- |
| Кевин Бойл (англ.)               | 1987-1989                        |
| Др. Фрэнсис Д’Соза               | 1989-2002                        |
| Эндрю Пуддефатт                  | 2003-2004                        |
| Аньес Калламар                   | 2004-2013                        |
| Томас Хьюз                       | 2013-по наст.время               |

Будучи исполнительным директором, Кевин Бойл курировал первый доклад, который подводил итоги текущего состояние цензуры в глобальном масштабе в отчете, выпущенном в 1988 году. Отчет по статье 19 «Информация, свобода и цензура» установил ориентир для дальнейшей деятельности данной организации. В этом отчете Article 19 критиковала Великобританию, где правительство могло вмешиваться в редакционные решения Британской телерадиовещательной компании. В дальнейшем другие директора также часто критиковали в своих отчетах Соединенное Королевство, хотя организация в настоящий момент базируется в Лондоне.
Под руководством Бойла Article 19 также взялась за свою первую кампанию — защиту своих сторонних. Среди первых директоров Article 19 в ее совете директоров был южноафриканский журналист Звелаке Сисулу (англ.).
| Международный попечительский совет Article 19, 2014-15 | Международный попечительский совет Article 19, 2014-15 |
| ------------------------------------------------------ | ------------------------------------------------------ |
| Падди Культер                                          | Председатель                                           |
| Нигель Саксби-Соффе                                    | Казначей                                               |
| Франк ЛяРу (англ.)                                     | Член правления                                         |
| Галина Агапова                                         | Член правления                                         |
| Катэрин Смаджа                                         | Член правления                                         |
| Лидия Качо (англ.)                                     | Член правления                                         |
| Эван Харрис (англ.)                                    | Член правления                                         |
| Камэл Либиди                                           | Член правления                                         |
| Малак Поппович                                         | Член правления                                         |

Имя Звелаке Сисулу было хорошо известно во всем мире, поскольку оба его родителя были активистами против системы апартеида в Южной Африке. Сам Сисулу зарекомендовал себя как лидер забастовки чернокожих журналистов в 1980 году. За эту деятельность он был арестован и лишен журналистики на 3 года. После его исчезновения в 1986 году и после того, как его арест стал официальным, Article 19 занялась делом своего правозащитника. Сисулу был освобожден два года спустя.
Д-р Фрэнсис Д’Соза (англ.), основатель и бывший директор Института помощи и развития, занимающегося мониторингом голода и операциями по оказанию помощи, стала вторым исполнительным директором организации 4 июля 1989 года. Она принесла многолетний опыт работы в качестве правозащитника на местах. Среди ее подписных кампаний была защита британского писателя Салмана Рушди после того, как Рухолла Хомейни издал фетву, или религиозное постановление, 14 февраля 1989 года, основываясь на обвинении в том, что книга «Сатанинские стихи» (1988) была произведением богохульства, Салману Рушди объявили смертный приговор. Фрэнсис Д’Соза стала председателем комитета защиты Салмана Рушди, а также исполнительным директором Article 19 .
Д’Соза также приняла участие в разработке Йоханнесбургских принципов в 1995 году

## Деятельность в отношении России
Article 19 работает в Российской Федерации последние двадцать лет над проектами, связанными со свободой выражения мнения, свободой массовой информации и диффамацией в тесном сотрудничестве с российскими партнерами.

### 2008 Мониторинг российских СМИ
в 2008 году Article 19 проводил мониторинг российских средств массовой информации на предмет освещения ими ситуации на Северном Кавказе. В докладе отражается, что информация о конфликтах в регионе «часто искажена, ограничена и подается односторонне». Новости с Северного Кавказа обычно классифицируются либо как «террористические акты», либо как «контртеррористические операции». Основные причины этого правозащитники видят в запрете российскими властями деятельности альтернативных источников информации, «тяжелых экономических условиях» работы прессы на Северном Кавказе и давлении на СМИ. Мониторинг крупнейших общероссийских и региональных СМИ, проведенный правозащитниками, позволил им сделать вывод об отсутствии разнообразия в освещении нестабильности, насилия, конфликтов и их разрешения на Северном Кавказе.
Мониторинг крупнейших общероссийских и региональных СМИ, проведенный правозащитниками, позволил им сделать вывод об отсутствии разнообразия в освещении нестабильности, насилия, конфликтов и их разрешения на Северном Кавказе. Экстремизм и преступность являются доминирующими темами в материалах правительственных и проправительственных СМИ. Только два крупных федеральных издания — «Новая газета» и «КоммерсантЪ» — использовали альтернативные подходы в освещении ситуации, заключающиеся, по мнению правозащитников, в критике государственной власти и ее стратегии на Северном Кавказе, создании материалов о нарушениях прав человека военными и правоохранительными структурами, об акциях протеста и т. п. Кроме того, только указанные издания и телекомпания «Рен-ТВ» цитировали неправительственные источники. Среди причин такой негативной общей картины состояния отечественной прессы правозащитники отмечают и невысокий профессионализм местных журналистов

### 2009 Анализ свободы выражения мнений в России
В то время, когда шестой периодический доклад России по правам человека тщательно изучался на 97-м заседании ООН в Женеве, организация Article 19 подала в Комитет по Правам Человека ООН альтернативный доклад, в котором рассматривала подробные доказательства широкого спектра нарушений права на свободу выражения мнения в России.
За отчетный период, по мнению организации, ситуация со свободой выражения мнения стабильно ухудшалась в Российской Федерации. Журналисты и сотрудники СМИ постоянно находятся под угрозой нападения, а тщательное и объективное расследование убийств и нападений на журналистов не проводится. Должностные лица, включая правительственных чиновников высшего ранга, указано в отчете, отказываются воспринимать СМИ как независимого критика и считают, что они находятся в их подчинении и должны способствовать продвижению политических целей. Законодательство о диффамации регулярно используется для оказания давления на журналистов и редакции СМИ.
Оппозиционно настроенные группы лишены возможности проводить мирные протесты. Возросло количество случаев, связанных с нападениями на представителей религиозных, сексуальных и национальных меньшинств. Законодательство о противодействии экстремизму и разжигании религиозной ненависти и вражды используется для подавления критики в адрес российских властей, а также для подавления свободы художественного творчества.
Article 19 призывает Комитет по Правам Человека тщательно изучить и обнародовать доклад о правах человека, представленный Российской Федерацией, который заслуживает сожаления, и призвать Российское Правительство к ответу по обязательствам соблюдения прав человека в соответствии с ПактомАньес Калламар, исполнительный директор "Article 19"

### Апрель 2013 Участие в международной экспертной комиссии по оценке событий на Болотной площади в Москве 6 мая 2012
Учредителями Комиссии выступили крупнейшие международные правозащитные организации: Human Rights Watch, Европейская Ассоциация адвокатов за демократию и права человека (ELDH), Международная гражданская инициатива для ОБСЕ (ICI OSCE), Amnesty International, «Article 19», Международная платформа «Гражданская солидарность», Международная Федерация за права человека (FIDH)
Целью доклада являлось провести независимый обзор и анализ событий 6 мая, правомерности вмешательства и применения насилия в отношении участников собрания в контексте международных норм в области прав человека и в сравнении с имеющейся передовой практикой регулирования собраний. Работа над данным докладом основывалась на доступных документальных, журналистских и экспертных источниках.
С целью обеспечения объективности оценок Комиссия составила и направила властям Москвы, руководству полиции Москвы, Следственному Комитету, Уполномоченному по правам человека в РФ, организаторам публичного мероприятия на Болотной площади и общественным наблюдателям ряд вопросов, ответы на которые позволили бы восстановить объективную картину произошедшего и дать обоснованную оценку. Комиссия выражает сожаление в связи с тем, что власти Москвы и руководство полиции Москвы не предоставили никаких материалов, которые, возможно, имеются в их распоряжении, что в определенной степени делает этот анализ неполным. Тем не менее, предоставленные Комиссии материалы позволяют достаточно достоверно установить фактические обстоятельства событий на Болотной площади и оценить действия полиции в соответствии с международными стандартами

### Август 2014 «Журналисты под прицелом»
В августе 2014 Article 19 в сотрудничестве с Союзом журналистов России и Центра защиты прав СМИ в Воронеже выпустил фильм «Журналисты под прицелом», в котором обсуждались многие вопросы, проблемы и риски, с которыми сталкиваются российские журналисты и СМИ. В фильме «Журналисты под прицелом», российский журналист Светлана Свистунова описывает реальные риски и опасности, с которыми сталкиваются журналисты и СМИ. В первой части фильма показано дело Анны Политковской, известного независимого следственного журналиста и правозащитника, которая была убита в октябре 2006 года. За эти 8 лет после её смерти, было проведено три судебных следствия, самое последнее закончилось в июне 2014 года и привело к лишению свободы шести человек, которые совершили ее убийство, но заказчики этого убийства остаются на свободе
Article 19 отмечает, что мало продвижения было и в делах других журналистов, убитых после Анны, включая дело её коллеги Наталии Эстемировой (2009) и убитого в Дагестане журналиста — Хаджимурада Камалова (2011), которые являются только некоторыми из длинного списка убитых журналистов
В связи с убийством Тимура Куашева в июле 2014 года, Article 19 ещё раз призывал Российское правительство принять все необходимые политические и правовые меры по защите журналистов и отстаивать право на свободу выражения мнения.

### Сентябрь 2014 Заявление в Совет по правам человека ООН «Журналисты под угрозой»
Данный доклад основывается на Совместной Декларации «О преступлениях против свободы выражения мнения», принятой в июне 2012 года. Точка зрения на то, соответствует ли Российская Федерация Совместной декларации, выражена со стороны международной общественности — Дуньей Миятович, представителем ОБСЕ по вопросам свободы средств массовой информации (и одной из подписавших Совместную Декларацию); а со стороны России — Надеждой Ажгихиной, секретарем Союза журналистов России.
Доклад Артикля 19 берет «Совместную декларацию» за основу международного стандарта и сопоставляет ее с тем, как на практике борются с преступлениями против журналистов в Российской Федерации. В настоящем докладе рассматриваются случаи 10 конкретных журналистов, которые за последние шесть лет были или продолжают быть предметом угроз и нападений, или в некоторых случаях были убиты, из-за их расследований и публикаций.
Article 19 также фокусирует свое внимание на Северном Кавказе, который стал известен как самый опасной регион для журналистики, с наибольшим количеством убийств в одной республике — Дагестане. В данном докладе рассматриваются случаи 10 конкретных журналистов, которые за последние шесть лет были или продолжают быть предметом угроз и нападений, или в некоторых случаях были убиты, из-за их расследований и публикаций: Анна Политковская, Михаил Афанасьев, Ахмеднаби Ахмеднабиев, Хаджимурад Камалов, Наталья Эстемирова, Михаил Бекетов, Елена Милашина, Магомед Евлоев, Макшарип Аушев и Казбек Геккиев.

### Август 2015 Анализ закона «о праве на забвение»
В августе 2015 года Article 19 провел анализ так называемого закона о праве на забвение, подписанного Президентом Российской Федерации в июле и вступившего в силу с 1 января 2016 г. Article 19 призывал российские власти пересмотреть Закон в срочном порядке и обеспечить соответствие его положений международно-правовым области свободы выражения мнений, в том числе:
- Новую статью Федерального закона № ФЗ «Об информации информационных технологиях и о защите информации», содержащуюся в Законе следует озаглавить «Право требовать прекращения выдачи ссылок по поиску основанному на имени гражданина»
- Применение Закона должно быть поставлено в зависимость от наличия у операторов местного офиса или дочерней компании в Российской Федерации
- Любая форма права на забвение должна как самый минимум содержать:

всеохватывающую презумпцию того, что информация уже находящаяся правомерно в публичном информационном пространстве должна оставаться в публичном информационном пространстве за исключением случаев, когда она доказуемо причинила серьезный ущерб соответствующему индивиду;
широкое исключение для персональной информации общественный интерес или касающейся общественных деятелей
- В более общем плане любой закон, предоставляющий право на забвение должен предусматривать процедуру нахождения баланса с правом на свободу выражения мнений и когда это уместно устанавливать неисчерпывающий список критериев, которые нужно принимать в расчет при нахождении баланса
- Сфера действия успешного требования о забвении должна быть строго ограничена доменными именами
- Закон должен предоставить веб-сайтам, к которым ведут оспариваемые ссылки право быть уведомленными и как самый минимум возможность выступать в качестве заинтересованной стороны в судебных делах по жалобам поисковых систем
- Закон должен обязать поисковые системы публиковать достаточно подробную информацию о характере объеме и итогах рассмотрения требований о прекращении выдачи ссылок

### Февраль 2018 Мониторинг «языка вражды» в отношении ЛГБТ
В марте 2018 года вышел отчет по мониторингу публичных обсуждений по проблемам лесбиянок, геев, бисексуалов и трансгендеров (ЛГБТ) в Белоруссии, Киргизии, Молдовии, России и Украине. Данный отчет оценивает соответствие законодательства и политических рамок в пяти исследуемых странах международным стандартам в области свободы выражения мнений и равенства.
В частности, в данном отчете отмечается, что Российская Федерация создало среду, в которой существует дискриминация по признаку сексуальной ориентации, существует крайне мало общественного пространства для представителей ЛГБТ-сообщества для реализации своего права на свободу высказывания мнений, а также нет почти никаких способов по противодействию продолжающимся нарушениям и злоупотреблениям этим правом, причиняющим страдания представителям ЛГБТ-сообщества.
Несмотря на, по большей части, негативную оценку мониторинга, Article 19 отмечает положительные примеры проводимой государственной политики, например, критика Уполномоченного по правам человека Российской Федерации Т. Н. Москальковой СК РФ за «недостаточные усилия» и призыв открыть расследование предполагаемых фактов убийства и пыток гомосексуальных мужчин в Чечне в рамках уголовного законодательства. Отмечается еще тот факт, что ряд НПО и журналистов продолжают работать над тем, чтобы отойти от государственной тенденции распространения информации, направленной против ЛГБТ-сообщества.
По итогу своего мониторинга организация высказывает необходимость в поддержке и солидарности с национальными инициативами, такими как контрпропаганда, а также предлагает улучшить государственное взаимодействие с независимыми СМИ.

### 27 июня 2018 Устное заявление об угрозе для свободы интернета
В 2017 году Правозащитники из британской организации Article 19 заявили на сессии Совета по правам человека ООН об угрозе для свободы интернета по всему миру со стороны России. Они отмечали, что российское правительство систематически ограничивает свободное распространение информации онлайн и пытается контролировать интернет-пользователей. Организация осудила масштабное вмешательство в функционирование интернета, вызванное попытками Российской Федерации заблокировать интернет-мессенджер Telegram, приведшими к «значительным нарушениям свободы выражения мнения и права на доступ к информации. Требование заблокировать почти 20 миллионов IP-адресов вызвало беспрецедентный уровень сопутствующей блокировки сторонних веб-сайтов»
Руководитель программ по Европе и Центральной Азии Article 19 Кэти Моррис:

«В случае исполнения этих положений будет невозможно разделить коммуникации пользователей, живущих в России и за ее пределами, что означает потенциальную угрозу для нас всех. Мы призываем ООН внимательно изучить и публично оспорить действия России, чтобы защитить фундаментальные права на свободу выражения мнений и неприкосновенность частной жизни как онлайн, так и офлайн, как это предусмотрено международными соглашениями, участницей которых является Россия» — https://www.article19.org/resources/russia-ngos-call-on-un-to-challenge-restrictions-to-information-online-and-digital-privacy/
В заявлении Article 19 также был упомянут законопроект № 223849-7, предусматривающий дальнейшее регулирование социальных сетей, который среди прочего уничтожит возможность сохранять анонимность в интернете и создаст возможность давления на компании с целью удаления «недостоверной» информации. а также законопроект № 464757-7, вносящий поправки в Уголовный кодекс (статья 284.2), предусматривающие уголовное наказание за распространение информации, приведшей к введению «международных санкций». По мнению правозащитников, новые нормы могут использоваться для ограничения обсуждения в СМИ общественно значимых вопросов, либо деятельности неправительственных организаций (НПО) по защите прав на международном уровне.
Устное заявление подписали представители 52 организаций, в том числе Amnesty International, Европейская федерация журналистов, Харьковская правозащитная группа, Институт Развития Прессы — Сибирь, Репортеры без границ, РосКомСвобода и другие.

### Сентябрь 2019 Российская правоприменительная практика и европейские гарантии свободы слова
Данный доклад анализирует национальное антиэкстремистское законодательство с целью соотнесения его с международными стандартами в области права на свободу выражения мнения. Как показано в докладе, российские власти используют весьма широкую трактовку термина «экстремизм» и применяют целый ряд различных норм по борьбе с ним. К таковым относятся:
- законодательство, призванное защищать национальную безопасность;
- меры по запрету возбуждения ненависти и подстрекательства к насилию;
- широкий набор других запретов на высказывания, к примеру, законы о кощунстве и об исторической памяти.

Кроме того, на примере ряда судебных дел, которые наглядно демонстрируют несовершенство законодательства, в докладе исследуется сомнительная правоприменительная практика. Сюда, в частности, относится использование заключений экспертов, на которых суды фактически перекладывают задачу по оценке высказываний на предмет их законности, а также формальный подход судов к оценке тех или иных деяний и обстоятельств их совершения, при котором не принимается во внимание степень опасности этих деяний для общества. Подобная судебная практика сопоставлена в докладе с решениями Европейского суда по правам человека и практикой национальных судов в других странах — членах Совета Европы. Особое внимание уделяется в докладе решениям Европейского суда, вынесенным по ряду российских дел об «экстремизме» в его российском понимании, и неспособности российского правительства исправить порочные практики, выявленные в этих решениях.
Article 19 и центр «Сова» призывали Правительство России привести антиэкстремистское законодательство и соответствующую правоприменительную практику в стране в соответствие с ее международно-правовыми обязательствами по соблюдению международных стандартов в области прав человека

### 2024: статус «нежелательной организации»
В начале 2024 года Article 19 была объявлена нежелательной организацией в России.